# Иванюков, Демид Васильевич
Демид Васильевич Иванюков (1907—1975) — деятель советской промышленности. Герой Социалистического Труда.

## Биография

Могила Иванюкова на Новодевичьем кладбище Москвы.

Демид Васильевич Иванюков родился в 1907 году в селе Самашки (ныне — Ачхой-Мартановский район Чечни). Работал на технических и руководящих должностях в системе нефтяной промышленности СССР, возглавлял нефтеперерабатывающие заводы в Чечено-Ингушской АССР.
С 1953 года и до самой своей смерти Иванюков возглавлял Московский нефтеперерабатывающий завод. Внёс большой вклад в развитие как производства, так и социальной сферы. Умелое руководство заводом Иванюкова привело к значительному увеличению производительности труда на заводе, повышению качества продукции, углублению переработку нефти. Были полностью реконструированы цеха завода и технологические установки. В 1963 году за разработку и внедрение трубчатых печей беспламенного горения с излучающими стенами из панельных горелок Иванюкову в числе прочих руководителей проекта была присуждена Ленинская премия в области техники. Завод первым в СССР построил электрообессоливающую установку с шаровыми электродегидраторами, печь беспламенного горения, установку карбамидной депарафинизации дизельного топлива, опытной установки по производству полипропилена и многие другие передовые на тот момент технологические установки. В 1966 году Московский нефтеперерабатывающий завод был награждён орденом Трудового Красного Знамени.
Иванюков возглавлял разработку на заводе процесса производства советского полиэтилена (совместная разработка с Институтом химической физики Академии наук СССР и Институтом Внипинефть). В 1966 года на заводе впервые в СССР началось промышленное производство полиэтилена. Ассортимент продукции впоследствии был расширен — Московский нефтеперерабатывающий завод освоил производство полипропиленовых листов, плёнки, дорожных битумов. Кроме того, строительство нефтепроводов в СССР в 1960-е годы позволило заводу значительно увеличить объёмы выпускаемой продукции. Завод многократно завоёвывал переходящее Красное Знамя. Иванюков являлся автором и соавтором научных статей, монографий, научных пособий, обладателем патентов на изобретения.
Указом Президиума Верховного Совета СССР Иванюкову было присвоено звание Героя Социалистического Труда с вручением ордена Ленина и медали «Серп и Молот». Кроме того, ему были присвоено почётное звание Заслуженного изобретателя РСФСР.
Скончался в 1975 году, похоронен на Новодевичьем кладбище Москвы.

## Награды
Был награждён четырьмя орденами Ленина, тремя орденами Трудового Красного Знамени, орденом «Знак Почёта» и рядом медалей.